# Gothika
Gothika (или Euthanasie) — японская группа направлений industrial и new wave, созданная в 2001 году. Влияние на их музыку оказали Rammstein, Bauhaus и Orchestral Manoeuvres in the Dark. В настоящий момент группа выпустила 5 альбомов («Savage Messiah», «Gloomy Sunday», «Queer Chronicle», «120 Days of Sodom», «ZeitGeist») и 1 DVD (I hate myself NOW!!!.).

## История
Группа была создана в 2001 году andro и n@o под названием Euthanasie. В 2003 году к ним присоединился #449, и в таком составе группа записала свой первый релиз «Savage Messiah». Их первый тур по Европе состоялся осенью 2006 года и носил название «Delusion a go go! Europe tour 2006», а в январе 2007 года группа сменила название на Gothika. В качестве причины смены названия участники группы называют негативную реакцию на него в Европе, и особенно в Германии. Вскоре после этого группу покинул гитарист n@o. В Россию с концертами они приезжали в 2008-2011 гг.

## Состав
- andro (вокал)
- #449 (клавишные, программирование)

### Бывшие участники
- n@o (гитара). Вышел из  группы в 2007 году[4].

### Сессионные музыканты, работающие с Gothika
- Hexaman — (электро-ударные)
- Dee Lee (из 2 bullet) — клавишные, синтезатор
- hanon (из MONAURAL CURVE) — ремикс

## Дискография

### Японская дискография
- 2007-10-27 TOKYO DARK CASTLE CD album
- 2007-09-15 120 Days of Sodom CD album
- 2006-06-11 Queer Chronicle CD mini-album
- 2005-00-00 I hate myself NOW!! DVD pvs
- 2004-00-20 Gloomy Sunday CD mini-album
- 2003-07-24 Savage Messiah CD mini-album

### Европейская дискография
- 2009-10-23 ZeitGeist CD album
- 2008-10-24 120 Days of Sodom CD album
- 2006-09-01 Sakurabana

### Официальные сайты
- Страница на MySpace Архивная копия от 13 сентября 2009 на Wayback Machine
- MySpace Andro Архивная копия от 9 марта 2016 на Wayback Machine
- Myspace Yoshiki Архивная копия от 13 сентября 2009 на Wayback Machine
- Официальный сайт